# Грек, Иван Михайлович
Иван Михайлович Грек (1914—1977) — старший сержант Рабоче-крестьянской Красной Армии, участник Великой Отечественной войны, Герой Советского Союза (1945).

## Биография
Иван Грек родился 27 ноября 1914 года в селе Сербо-Слободка (ныне — Емильчинский район Житомирской области Украины). Окончил в родном селе среднюю школу, работал механизатором в колхозе. В 1938—1939 годах служил в Рабоче-крестьянской Красной Армии. В июле 1941 года он был повторно призван в армию. С ноября 1944 года — на фронтах Великой Отечественной войны. Принимал участие в боях на 1-м Украинском фронте, был ранен. К январю 1945 года старший сержант Иван Грек был механиком-водителем самоходной артиллерийской установки 1403-го самоходно-артиллерийского полка 21-й армии. Отличился во время Висло-Одерской операции.
25 января 1945 года на подступах к Оппельну советские войска встретили мощное огневое сопротивление противника. Экипаж самоходной установки, взяв на броню десант автоматчиков, маневрируя и ведя огонь по немецким огневым точкам, ворвался в боевой порядок немецких войск. Противник был вынужден отступить за Одер. Наведя переправу, советские войска захватили плацдарм на западном берегу реки. 26 января, когда противник перешёл в контратаку, Грек, несмотря на ненадёжность переправы, форсировал на самоходной установке Одер и вступил в бой. В том бою он уничтожил вражеское артиллерийское орудие и три пулемёта, заставив отступить противника. Действия Грека способствовали успешному удержанию плацдарма.
Указом Президиума Верховного Совета СССР от 10 апреля 1945 года за «мужество и героизм, проявленные в боях за Одер» старший сержант Иван Грек был удостоен высокого звания Героя Советского Союза с вручением ордена Ленина и медали «Золотая Звезда» за номером 6026.
После окончания войны Грек был демобилизован и вернулся в родное село, где многие годы работал председателем колхоза. Был депутатом Верховного Совета Украинской ССР трёх созывов. С 1967 года — на пенсии. Проживал в посёлке Емильчино Житомирской области, умер 21 июня 1977 года.
Был также награждён орденами Трудового Красного Знамени и Славы 3-й степени, а также рядом медалей.
В честь Грека названа улица в Емильчино, школа в Сербо-Слободке.